# Synaptula
Synaptula is een geslacht van zeekomkommers uit de familie Synaptidae.

## Soorten
- Synaptula alba Heding, 1928
- Synaptula albolineata Heding, 1928
- Synaptula ater Heding, 1928
- Synaptula bandae Heding, 1928
- Synaptula denticulata Heding, 1928
- Synaptula hydriformis (Lesueur, 1824)
- Synaptula indivisa (Semper, 1867)
- Synaptula jolensis Heding, 1928
- Synaptula lactea (Sluiter, 1887)
- Synaptula lamperti Heding, 1928
- Synaptula macra (H.L. Clark, 1938)
- Synaptula maculata (Sluiter, 1887)
- Synaptula madreporica Heding, 1928
- Synaptula media Cherbonnier & Féral, 1984
- Synaptula minima Heding, 1928
- Synaptula mortensenii Heding, 1929
- Synaptula neirensis Heding, 1928
- Synaptula psara (Sluiter, 1887)
- Synaptula reciprocans (Forskål, 1775)
- Synaptula recta (Semper, 1867)
- Synaptula reticulata (Semper, 1867)
- Synaptula rosea Heding, 1928
- Synaptula rosetta Heding, 1928
- Synaptula secreta Ancona Lopez, 1958
- Synaptula spinifera Massin & Tomascik, 1996
- Synaptula tualensis Heding, 1928
- Synaptula varians (Nair, 1946)
- Synaptula violacea Heding, 1928
- Synaptula virgata (Sluiter, 1901)